# 东兴街道 (揭阳市)
东兴街道是中国广东省揭阳市榕城区下辖的一个街道，实际由东山区管辖。

## 行政区划
东兴街道下辖马牙居委、义河村、埔上村、淡浦村、凤潮村、卢前村、玉浦村、沟尾村、人家头村、仁港村。